# Gérard Thibault

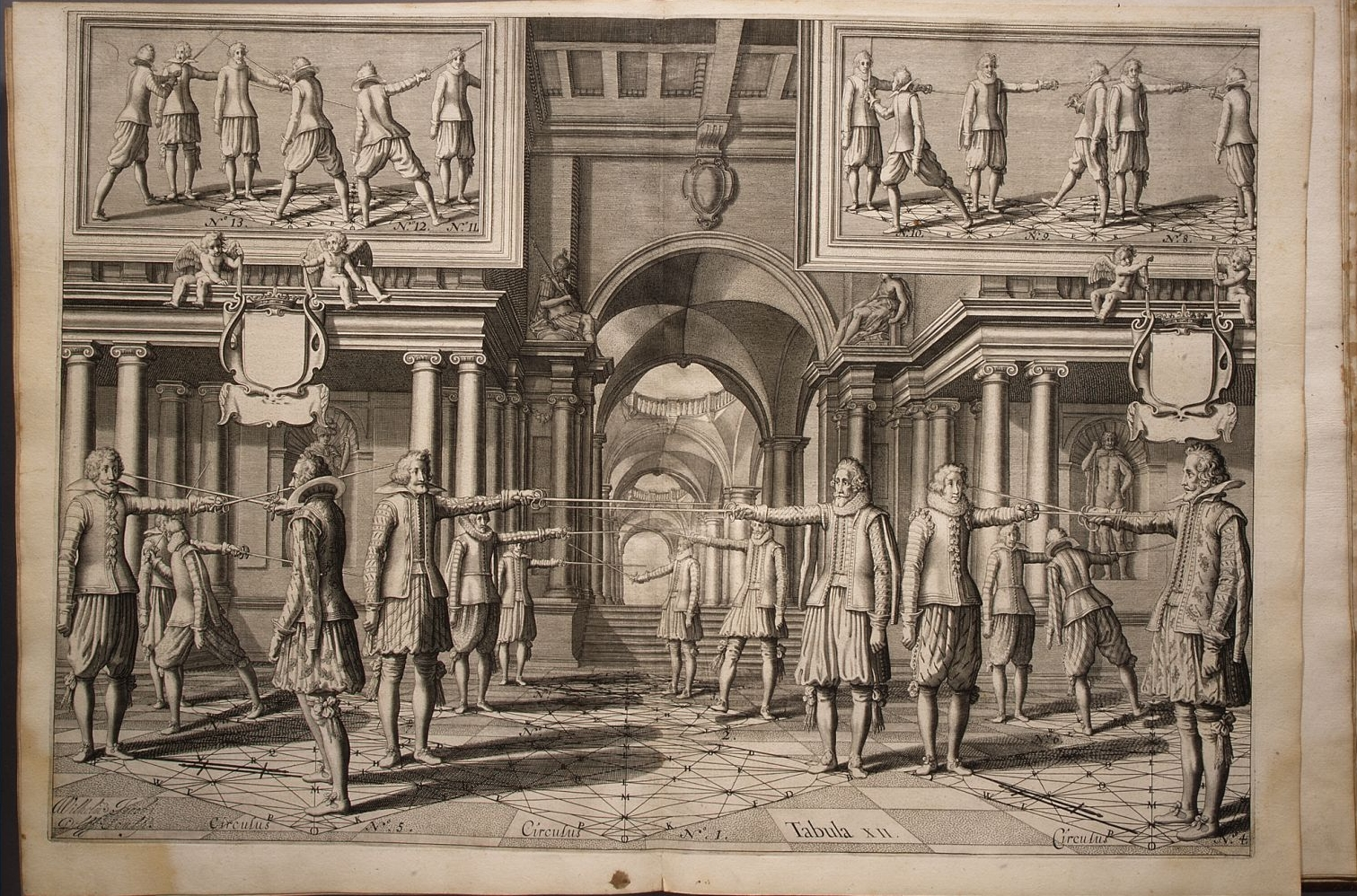
Capítulo 43, Lámina XII de la Académie de l'Espée, que describe la forma correcta de luchar contra un espadachín zurdo.

Gérard (o Girard ) Thibault de Amberes (ca. 1574-1627) fue un maestro de esgrima y autor de la escuela de esgrima española denominada Verdadera Destreza.

## Biografía

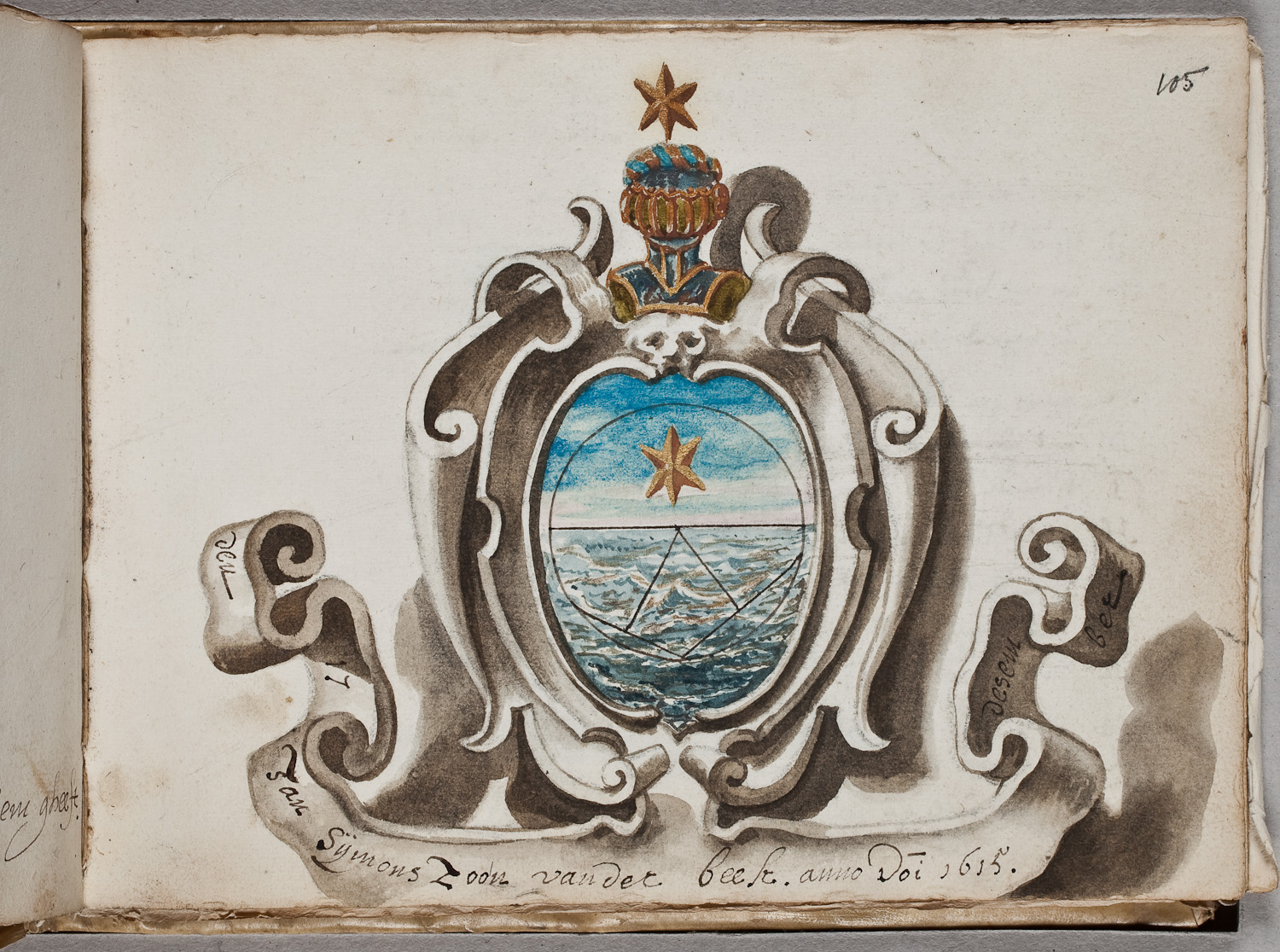
Acuarela de Torrentius en el álbum amicorum de Thibault, incl. la estrella de seis puntas del escudo de armas de la familia Thibault

Los detalles conocidos sobre la vida de Thibault son escasos, derivados principalmente de su libro y su álbum amicorum. Este contiene notas escritas a mano y poemas de celebración de amigos, familiares, alumnos y colegas de Thibault, entre los que se encuentran varios maestros de esgrima contemporáneos.
Thibault nació alrededor de 1574 en Amberes, hijo de Hendrick Thibaut y Margaretha van Nispen. Aunque su padre usó el apellido «Thibaut», Gérard usó la forma francesa «Thibault». Hendrick Thibaut provenía de una conocida familia de Ypres, que vivió en Gante y Amberes antes de exiliarse en el norte de los Países Bajos. El hijo mayor de Henrick, Christiaen, fundó la noble familia Thibaut van Aegtekerke.
Thibault estudió por primera vez esgrima en Amberes con Lambert van Someren, quien enseñó entre los años 1564 y 1584. En 1605, Thibault era un comerciante de lana en Sanlúcar de Barrameda, al sur de Sevilla junto al río Guadalquivir, y ciudad natal de Jerónimo Sánchez de Carranza. Allí se interesó por el manejo de la espada, estudiando el sistema de esgrima española denominado Destreza.
Thibault dejó España para regresar a los Países Bajos y estuvo en Ámsterdam ya en 1610. Alrededor de 1611, presentó su sistema ante una asamblea de maestros holandeses en un concurso en Róterdam. Thibault ganó el primer premio y obtuvo una invitación a la corte del Príncipe Mauricio de Nassau, donde el Príncipe observó el sistema de Thibault en una demostración de varios días.

## Obra
La única obra conocida de Thibault fue un manual de ropera cuyo título completo puede traducirse como «Academia de la Espada: en el que se demuestra, mediante reglas matemáticas, sobre la base de un círculo misterioso, la teoría y la práctica de los secretos verdaderos y hasta ahora desconocidos del manejo de las armas a pie y lado de caballo». A pesar de su frontispicio, que indica el año 1628, el manual no se publicó hasta 1630, un año después de la muerte de Thibault.
Academie de l'Espée es ampliamente considerado como el manual de esgrima más profusamente ilustrado producido. Se empleó un equipo de maestros grabadores para producir láminas para los cuarenta y cuatro capítulos del tratado, que contenían entre doce y quince pares de espadachines por lámina instructiva. Estas láminas contienen una amplia variedad de intrincados fondos y trajes que parecen puramente decorativos. El controvertido historiador de esgrima del siglo XIX, Egerton Castle, describió la Academie de l'Espée como «sin excepción, el tratado más elaborado sobre el manejo de la espada, y probablemente una de las obras impresas más maravillosas que existen, desde un punto de vista tipográfico y artístico», pero al mismo tiempo descartó la manual como nada más que una «curiosidad bibliográfica».
Academie de l'Espée fue traducida al inglés por John Michael Greer y publicada por The Chivalry Bookshelf en 2006. Se celebró una fiesta de presentación del libro en Medford, Oregón, en Barnes & Noble, que incluyó conferencias de John Michael Greer y demostraciones del método de esgrima a cargo de la histórica escuela de esgrima local Academia Duellatoria.